# Optimates
Pour l’article homonyme, voir Optimates (thème).
Les optimates (pluriel de optimas ; en français : les meilleurs) forment une tendance politique conservatrice qui marque le dernier siècle de la République romaine, entre les IIe siècle av. J.-C. et Ier siècle av. J.-C. Ils s'opposent aux populares, qui représentent la tendance à vouloir favoriser les citoyens plus pauvres.

## Histoire
Depuis l'instauration de la République en 509 av. J-C. et pendant plusieurs siècles, la société romaine a trouvé un équilibre entre les différentes classes sociales grâce à un système de magistratures désignées par un scrutin populaire, des consuls et des questeurs responsables de l'administration publique. L'aristocratie domine l'assemblée législative du Sénat et le peuple fait défendre ses intérêts par des magistrats.
Cet équilibre est rompu à la fin du IIe siècle av. J.-C. quand l'élite romaine se divise en deux clans: les optimates qui veulent préserver les pouvoirs de l'aristocratie et les populares qui défendent les intérêts du peuple.
Rassemblant des membres de la noblesse romaine traditionnelle ainsi que de nouvelles familles ayant atteint le sommet de la carrière politique, et désireuses de s'intégrer dans les rouages de l'aristocratie, les optimates tentent pendant plusieurs décennies de contenir les tendances populistes menées par leurs adversaires réformateurs, les populares. Ce n'est pas un parti politique au sens moderne, mais plutôt une faction, ou un des axes formant le clivage majeur dans les luttes politiques et sociales romaines, permettent à ceux qui s'y rallient de se situer politiquement face au réformisme et au populisme des populares au sein d’alliances personnelles souvent mouvantes.
La faction des optimates apparaît sous ce nom dans les années 130 av. J.-C., lors des luttes sur la réforme agraire des Gracques entreprise par le tribun de la plèbe Tiberius Sempronius Gracchus. Elle s'efface un siècle plus tard avec la fin de la République romaine et l'instauration du second triumvirat, qui entraîne l'extinction des luttes de pouvoir.